# Alfonso Maria Di Nola
Alfonso Maria Di Nola (Napoli, 8 gennaio 1926 – Roma, 17 febbraio 1997) è stato un antropologo e storico delle religioni italiano.
Cresciuto a Gragnano, è conosciuto per la sua opera di studioso di Storia delle religioni e di antropologia religiosa. Storico delle religioni e antropologo ha insegnato nelle Università di Siena e di Roma. Dopo gli studi sugli apocrifi cristiani e sul misticismo ebraico, si è occupato di religiosità popolare (1976), di folclore italiano (1983, 1994) e della figura del diavolo (1987). Ha diretto l'Enciclopedia delle religioni (1970-76), della quale ha redatto tutte le voci sulle religioni non cristiane. All'antropologia della morte e del lutto sono dedicati i lavori degli ultimi anni (1995).
È stato componente, unitamente ad altri intellettuali italiani, della presidenza del comitato promotore dell'Associazione culturale marxista fondata nel 1987.

## Biografia

### Gli anni giovanili: dalla lotta sindacale agli studi sulla storia delle religioni
Studioso e lettore infaticabile, fin da ragazzo inizia ad interessarsi al tema della religiosità con un approccio dichiaratamente laico derivante dall'esperienza di lotta e dalla formazione marxiana acquisite durante gli anni Quaranta, periodo in cui viveva e lottava accanto agli operai dei pastifici di Gragnano condividendo con loro battaglie volte a denunciare le condizioni disumane nelle quali vivevano ed erano costretti a lavorare.
Quest'ambiente diviene, come lui stesso scrive: «La mia università, un'autentica scuola di vita». Formazione marxiana che acquisisce durante gli anni al liceo Plinio Seniore di Castellammare di Stabia, da insegnanti come i fratelli Libero ed Ennio Villone, il primo tra i capi del movimento anarchico italiano e direttore di Bandiera Rossa, una delle prime riviste anarchiche italiane, il secondo militante del Partito Comunista.
Entra, giovanissimo, clandestinamente, nel Partito Comunista napoletano vivendone in prima persona la storia iniziale insieme al gruppo di militanti rientrati dalla Tunisia, come Valenzi e Gomez d'Ayala. In questo periodo rifiuta più volte l'offerta di candidature a cariche pubbliche, anzi ricorda, con rammarico, che «la classe operaia, a Napoli, non è mai riuscita ad esprimere un suo autentico rappresentante», in quanto fra essa ed il marxismo «si è interposta la stratificazione tipicamente napoletana degli avvocati, un solo operaio, Fasano, fu eletto deputato, ma morì tre giorni dopo».

### La collaborazione con Ugo Guanda
Alla fine degli anni Quaranta inizia la lunga e costruttiva collaborazione con l'editore Ugo Guanda che, passata la sconvolgente avventura dell'ultima guerra, riprende la sua attività editoriale cercando di ricostruire, proprio su quel cumulo di macerie che ormai l'uomo era diventato insieme alle sue città, quelli che Alfonso Di Nola chiama «i sentieri dell'anima» invitando a cercare dentro ognuno di noi la «vena della sorgente seppellita»: la poesia.
La collaborazione con Guanda, saldata anche da un profondo rapporto d'amicizia, dà vita ai suoi primi lavori: nel 1950 esce Autunno del mondo (Parma, Guanda, 1950) un volumetto di poesie che di Nola invia, subito dopo la fine della guerra, a Parma, spacciandolo come traduzione di testi raccolti dalla voce di un soldato tedesco. Il classico espediente letterario non serve a celare l'identità dell'autore e, nel 1950, la raccolta è pubblicata con il suo nome.
Nel 1954, con la pubblicazione di La visione magica del mondo. Saggio di filosofia della religiosità (Parma, Guanda, 1954), Di Nola inizia, ufficialmente, ad indagare scientificamente il mondo dell'esperienza religiosa con l'occhio del laico sempre rispettoso d'ogni dato culturale. Considerava l'esperienza religiosa una materia «che in ogni caso concerne la parte più umana dell'uomo, i temi della sua angoscia creaturale e della sua speranza, i suoi sogni, i grandi miti, le illusioni, le certezze di fede». A distanza d'anni, Di Nola non si riconosce più in questo libro, scritto fra i 18 e i 20 anni, che definirà approssimativo, intriso di una visione ingenua e di motivazioni irrazionalistiche.
Il suo primo lavoro sul campo può essere considerato Cristo in tuta. La questione dei preti operai . (Parma, Guanda, 1954), un'inchiesta sull'esperienza culturale e politica di quei preti francesi che lottavano a fianco della classe operaia, analizzandola «come forma di ribellione nei confronti di una Chiesa immobile e come riscoperta di un cristianesimo capace di sopravvivere, nel mutato contesto storico, solo se avesse compresa e fatta propria la causa della classe operaia» (Attraverso la storia delle religioni, ibidem, p. 9). 
Nel 1957, con la pubblicazione del volume La preghiera dell'uomo. Antologia della preghiera di tutti i tempi e di tutti i popoli (Parma, Guanda, 1957), Di Nola propone uno straordinario viaggio attraverso le forme che in ogni tempo assumono i desideri, i bisogni, la religiosità di tutti i popoli del mondo. La preghiera, come nucleo essenziale di tutta la dinamica religiosa, viene a rappresentare l'eterno dialogo fra l'uomo e le sue divinità, tra la creatura inchiodata al suo spazio e al suo tempo e le energie cosmiche: dall'ingenuo grido desolato del primitivo invocante protezione contro il fulmine o cibo per i suoi piccoli al complesso testo di una liturgia shintoista. La raccolta comprende testi appartenenti alle popolazioni tradizionali ed arcaiche di livello etnologico, ai popoli dell'America precolombiana, alla religione nazionale cinese, al Confucianesimo, al Taoismo, al Tibet, al Giappone, alle varie forme di Buddhismo, all'Induismo, all'Egitto, alla Mesopotamia, all'Iran, ai Greci e Romani e ai Cristiani. Opera tradotta in Inghilterra (Heinemann, 1961), Francia (Seghers, 1958), Stati Uniti (Obolensky, 1961) e Germania (Diederichs, 1963), ristampata in edizione ridotta in Germania (Ebner, 1977) e da ultimo in Roma, Newton Compton, nel 1988.
Questo vagare attraverso il misterioso mondo religioso dell'uomo e in particolare delle culture primitive porta Di Nola anche alla raccolta di un vasto materiale che esula dal campo della preghiera e della magia presentandoci un mondo, quello indicato come "primitivo" utilizzando un termine non appropriato, sotto un aspetto completamente nuovo e molto affascinante. Tale materiale è stato riunito nel volume I canti erotici dei primitivi (Parma, Guanda, 1961, II ed.1964, ripubblicato negli anni Settanta a Roma da Lato Side; e a Milano, Garzanti, 1971). Antologia in cui Di Nola raccoglie il meglio dei patrimoni d'amore e di poesia salvati dagli etnologi negli ultimi decenni presso i popoli "primitivi".
Tappa finale di questo affascinante viaggio può essere considerato il volume Dal Nilo all'Eufrate. Letture dell'Egitto, dell'Assiria e di Babilonia (Novara, Edipem, 1974) dove sono raccolti testi, documenti, inni, miti, racconti e poesie profane di un mondo, quello vicino-orientale, che, nonostante la distanza millenaria fra noi e loro, rappresentano le radici dalle quali fluisce la nostra attitudine a trasformare la creazione poetica e narrativa in segno.

### L'interesse per i Vangeli apocrifi
Negli anni Sessanta Di Nola traduce e cura, sempre per Guanda, i testi apocrifi neotestamentari dei Vangeli, più volte ripubblicati anche da altri editori: L'evangelo arabo dell'Infanzia (Parma, Guanda, 1963); L'evangelo della natività (Pseudo-Matteo), (Parma, Guanda, 1963); Protovangelo di Giacomo: la natività di Maria, (Parma, Guanda, 1966), poi ripubblicati in un volume unico dal titolo Vangeli apocrifi. Natività e infanzia, (Parma, Guanda, 1977, 1986, 1993; Roma, Lato Side, 1979, con un'intervista di Michele Straniero; Milano, TEA, 1996). Traduzione integrale di tre testi riguardanti la natività della Madonna e l'infanzia di Gesù, con un'appendice di documenti che integrano e illuminano alcune tematiche presenti in essi. Nascita verginale di Maria, la sua adolescenza, il matrimonio con Giuseppe, la nascita di Gesù, i miracoli, i giochi, la scuola; Gesù che ammansisce i draghi, entra nella tana della leonessa, apre le acque del Giordano, caccia i demoni, svela i misteri dell'alfabeto e dell'astronomia...Leggende solo apparentemente ingenue, presenti da sempre nella tradizione popolare. Per secoli se n'è fatta una lettura a livello popolare seguendo i toni di narrazione fantastica del testo, perdendo di vista la complessità e ricchezza dei contrasti dottrinali e delle dispute teologiche che stanno dietro a questo quadro di spontaneità e gratuità narrativa solo apparente.
Ancora dalla tradizione apocrifa, relativa alla vita e agli insegnamenti di Cristo e delle prime comunità dei suoi seguaci, trae origine il volume Parole segrete di Gesù, (Boringhieri, Torino, 1964; ristampato da Lato Side, Roma, 1980, e da Newton Compton, Roma, 1989 con il titolo Gesù segreto. Ascesi e rivoluzione sessuale nel cristianesimo nascente). In quest'opera s'illustrano e commentano, in una visione interdisciplinare, i loghia («le cose dette») e gli agrapha («le cose non scritte») più significativi di un mondo agitato e affascinante quale era quello del cristianesimo primitivo animato da polemiche furibonde sulla figura di un "Gesù segreto", "diverso", quale emerge da questa tradizione apocrifa («nascosta»).
Nel 1966 traduce e cura per Vallecchi (Firenze, ristampato a Roma nel 1980 da Newton Compton) La storia dei re magi di Giovanni di Hildesheim, monaco carmelitano tedesco del XIV secolo, proponendo una lettura critica del fugace episodio evangelico dei Magi che, al di là del compiacimento per il fantastico, riconduce a tutte le fonti parallele greche, siriache, latine e sassoni.
Sempre all'interno di questa tradizione apocrifa Di Nola individua un ulteriore percorso, quello "apocalittico". Proprio a questa visione del mondo apocalittica, quale si sviluppò nella storia cristiana, Di Nola dedica un nuovo lavoro, Apocalissi apocrife (Parma, Guanda, 1978; rist. Milano, TEA, 1993), proponendo un viaggio verso mondi oggi non più credibili ma comunque verso la dimensione di un quadro culturale nel quale l'istinto apocalittico, sottostante ad ogni epoca, si delinea in una sua chiarezza e decodificabilità immediate di immagini. I testi esaminati, non da un punto di vista filologico ma contenutistico, cioè con un criterio fondato sulla sostanza dei temi individuati in essi, non appaiono come distanti esercitazioni dotte di monaci, ma come base e origine di un disagio del tempo sempre riemergente, in ogni epoca, ininterrottamente fino a noi, quindi una sequenza fra pensiero apocalittico cristiano tardo-antico e apocalitticità presente.

### Gli anni dell'Enciclopedia
Sono anni, questi, molto intensi e prolifici per Di Nola che, nella volontaria rinunzia ad ogni ambizione accademica, e al di là delle numerose pubblicazioni già elencate, è venuto maturando un alto livello di specializzazione nella ricerca storico- religiosa portando avanti un progetto complesso ed immenso nello stesso tempo, a cui dedicherà ben dieci anni di lavoro, per quindici ore il giorno, che culminerà con la pubblicazione di un'opera monumentale l'Enciclopedia delle religioni (6 voll., Firenze, Vallecchi, 1970-1976).
Il metodo utilizzato da Di Nola, nel redigere le voci dell'Enciclopedia, è quello proprio della scuola storica italiana avviato da Raffaele Pettazzoni e consiste nell'analizzare la fenomenologia e la tipologia religiosa come fatti culturali con metodo storico- scientifico e soprattutto antropologico. Infatti per lui il confine tra la storia delle religioni e l'antropologia è estremamente labile, o non esiste affatto.
Le notevoli capacità di sistemazione teorica e di lucidità descrittiva riconosciute nel grande successo internazionale della Enciclopedia delle religioni rendono Di Nola un indispensabile collaboratore in opere che segnano la storia della cultura italiana quali l'Enciclopedia (Einaudi), per cui redige voci come «Enigma» (vol. V, pp. 439–462, 1978), «Libro» (vol. VIII, pp. 260–286, 1979), «Origini» (vol. X, pp. 199–218, 1980) e «Sacro/Profano» (vol. XII, pp. 313–366, 1981); l'Enciclopedia Italiana (Treccani) con le voci «Religioni, storia delle» e «Razzismo»; l'Enciclopedia Europea (Garzanti), il Dizionario degli Istituti di Perfezione (Ed. Paoline), e la voce «Religione» del Vocabolario della lingua italiana (Zanichelli).
Nel 1974 pubblica Antropologia religiosa (Firenze, Vallecchi, ristampato a Roma, Newton Compton, 1984), che Pier Paolo Pasolini definisce «un vero e proprio "Manifesto" che potrebbe addirittura aprire, nel nome, sia pur tutelare, di de Martino e magari di Pettazzoni, la "via italiana" alla storia delle religioni». Un testo con il quale Di Nola si inserisce, nonostante la scarsa accoglienza da parte del mondo accademico, nella tradizione italiana di studi storico-religiosi tracciando un percorso autonomo e originale, interpretando i comportamenti socio-religiosi in una prospettiva antropologica attraverso lo studio di alcuni problemi religiosi e culturali.

### Gli anni dell'insegnamento: una lettura "laica" del fatto religioso
In questi anni Di Nola approda all'insegnamento universitario, prima ad Arezzo, sede staccata dell'Università di Siena, titolare della cattedra di Storia delle religioni, dove comprende che bisogna fare un tipo di università nuova che, rompendo con ogni accademia, coinvolgesse gli studenti nei problemi della propria cultura portandoli a scoprire le radici delle loro tradizioni direttamente sul campo. Frutto di questa sua metodologia sarà una grossa inchiesta sul campo condotta in Casentino insieme agli studenti del suo corso (Inchiesta sul diavolo, Bari, Laterza, 1979). Un'inchiesta con cui Di Nola mira a provare che la "superstizione", come momento negativo dello sviluppo storico, non è soltanto un'eredità del profondo Sud, eredità negativa, anche se involontaria, degli studi di Ernesto de Martino, ma è presente ovunque, anche in mezzo a comunità decisamente avanzate industrialmente, come possono essere quella toscana, quella torinese o dell'hinterland milanese.
Gli studenti si calarono nella loro realtà e presero coscienza della situazione locale e dei suoi controsensi scoprendo un conflitto non risolto fra civiltà tecnologica e mondo tradizionale, dove operai di fabbrica, capaci di costruire il mondo con le loro mani, hanno contemporaneamente bisogno della strega e della guaritrice: una forma di schizoidismo culturale determinato dalla mancanza di certezze, di valori, che determina una destabilizzazione delle coscienze che spinge alla ricerca dell'ignoto, dell'assurdo e del fantastico. Una società, quindi, in una fase di transizione caratterizzata da due piani inconciliabili, quello della tecnocrazia avanzata e quello dell'irrazionale e della ricerca di identità in cui il diavolo può divenire il referente dell'identità perduta.
Contemporaneamente è chiamato a Roma presso la Scuola di perfezionamento in Scienze storico-morali e sociali della Facoltà di Filosofia dell'Università "La Sapienza" come docente di Storia del folklore europeo, e nel Pontificia Università Antonianum di Roma come professore di Storia delle religioni non cristiane.
Nel 1977 passa a Napoli all'Istituto Universitario Orientale dove terrà la cattedra di Storia delle religioni fino al 1991, anno in cui è chiamato a Roma presso la nascente Università di Roma Tre a ricoprire lo stesso incarico e dove, contemporaneamente, gli è affidata per tre anni la supplenza di Antropologia culturale.
Questi anni segnano una svolta nell'attività scientifica di Alfonso Di Nola: l'inizio di un'intensa e continua ricerca sul campo che porterà alla pubblicazione di testi che divengono dei classici dell'antropologia italiana postdemartiniana come Gli aspetti magico-religiosi di una cultura subalterna italiana (Torino, Boringhieri, 1976, e ristampato, sempre per i tipi di Bollati Boringhieri, nel 2001). Quest'opera raccoglie i risultati di un ciclo di ricerche compiute in Abruzzo fra il 1973 e il 1975.
La sua ricerca sulle tradizioni e sui fatti religiosi, lo portano, dopo una rigorosa verifica filologica senza lasciarsi fuorviare da facili comparativismi, a liberarli dal confinamento delle piccole realtà locali riproponendo tali dati, appartenenti a una comune stratificazione europea e mediterranea, come momenti della storia universale. In quest'ottica si muove il volume L'arco di rovo. Impotenza e aggressività in due rituali del Sud (Torino, Boringhieri, 1983) che ha come aree di ricerca fondamentalmente la Puglia, la Lucania, l'Abruzzo e il Molise.

#### Impegno civile e divulgazione

##### Studi sull'ebraismo
Sono, questi, anche gli anni dell'impegno civile e della divulgazione attraverso gli innumerevoli articoli sui maggiori quotidiani nazionali e riviste, i continui dibattiti televisivi e radiofonici che lo portano già nel 1972 alla pubblicazione di un libro-documento sulla consistenza e diffusione dei fenomeni antisemitici ancora presenti in Italia: Antisemitismo in Italia. 1962/1972, (Firenze, Vallecchi, 1972), affrontando e additandone le matrici culturali, sociali e politiche, in primo luogo quelle nazifasciste e allargando la ricerca anche ad aree che sembravano immuni da questa infezione: i cattolici di sinistra e la sinistra marxista, trovando anche qui, anche se occasionali, segni di cedimento e disorientamento che portavano, da posizioni antisioniste, ad uno slittamento verso posizioni antisemite.
Di Nola vive le sue lontane origini ebraiche con più orgoglio elaborando un rapporto particolare e privilegiato con l'ebraismo. Non a caso nel 1984 ripubblica un volume, edito a Napoli vent'anni prima dal titolo Magia e Cabbala nell'ebraismo medioevale (Napoli, S.T.E.M., 1964), per l'editore Carucci con il nuovo titolo Cabbala e mistica giudaica, uno studio sui rapporti fra misticismo ebraico medioevale e correnti ascetiche cristiane e orientali.
E ancora nel 1996, pochi mesi prima della morte, pubblica con gli Editori Riuniti Ebraismo e giudaismo, una monografia di presentazione di base dell'ebraismo, ripresa, ma aggiornata, dalle voci da lui scritte per l'Enciclopedia delle religioni; e ancora, per i tipi dell'Istituto Poligrafico e Zecca dello Stato - Editalia, un ampio articolo dal titolo Ebrei, musulmani e zingari nella storia europea (in L'Europa dei popoli, vol. 2, pp. 285–311), un saggio in cui descrive tre minoranze, tre diversità etnicoculturali, tuttora presenti in Europa, che si sono sottratte ai processi di totale assimilazione e di europeizzazione.

##### L'Islam
Nel 1989, dietro la spinta dei frequenti episodi di cronaca legati a fenomeni di intolleranza verso esponenti del mondo islamico in Italia ed immigrati del Nord Africa di religione musulmana, Di Nola scrive un libro (L'Islam, Roma, Newton Compton, 1989, II ed. 1998) con l'intento di fornire soprattutto ai giovani la possibilità di comprendere una realtà ricca e complessa, quella islamica, che non merita di essere identificata con l'intolleranza e il fanatismo ma portatrice di una cultura e di una religione grandi quanto quelle cristiana ed ebraica e che, quindi, disconoscere la loro valenza culturale significa vivere nell'ignoranza. Un libro quindi con un preciso obiettivo pedagogico più che un approfondimento della dottrina islamica a cui farà seguito la pubblicazione di una vita del Profeta Maometto (Maometto, Roma, Newton Compton, 1996).

##### Le superstizioni
Sempre vigile contro ogni forma di occultismo e di abuso della credulità popolare e delle superstizioni, Di Nola, con uno scopo chiaramente etico-politico, pubblica una serie di volumi volti alla denuncia di forme di prevaricazione ideologica, a volte anche gravi, che determinano delle situazioni di violenza sulle persone, sugli uomini e soprattutto sulla mente degli uomini. Il primo di questi volumi a venire alla luce è Il diavolo. La sindrome demoniaca sovrasta l'umanità (Roma, Scipioni, 1980), seguito da Il diavolo (Roma, Newton Compton, 1987), tradotto in tedesco (Diederichs, 1990), in spagnolo (EDAF, 1992), in polacco (Universitas, 1997) e in ceco (Volvox, 1998). Oggetto di questo libro è la figura del diavolo, nelle sue varie forme, nella sua storia presso le culture di tutto il mondo dall'antichità ad oggi.
Ma non sempre le superstizioni - come quella del diavolo - sono intese a danneggiare l'uomo, a terrorizzarlo o ad allontanarlo dalla concreta realtà del mondo: ci sono altre superstizioni che spesso hanno un valore terapeutico, come le piccole nevrosi della vita quotidiana, che servono a scaricare delle energie pericolose per l'uomo rapportandolo ad una fiducia, ad una sicurezza di essere, che è una necessità esistenziale, e sono, quindi, meccanismi di rassicurazione, una valvola di falsa sicurezza, attraverso cui gli individui e i gruppi immaginano giustificazioni dei loro fallimenti, e che emergono con forza nei periodi storici in cui vi è un'incertezza fondamentale sulla propria esistenza, come l'attuale, in cui si avvertono malessere e disagio. Quindi, sostiene paradossalmente Di Nola, le superstizioni «se non ci fossero bisognerebbe inventarle», e proprio ad esse dedica un volume Lo specchio e l'olio. Le superstizioni degli italiani (Bari, Laterza, 1993) un agile e divulgativo repertorio delle più diffuse forme di superstizione degli italiani interpretate nel loro simbolismo, significato, origine e condito da guizzi di umorismo.

##### Il mondo dell'infanzia
Un altro aspetto, della poliedrica figura di Alfonso Di Nola poco conosciuto pubblicamente, è quello che riguarda il mondo dell'infanzia. Sempre vigile, attento e pronto a denunciare, attraverso i media, ogni tentativo di reificazione del bambino da parte degli adulti. Un'attenzione, avvertita come impegno etico e civile, che lo porta continuamente a diretto contatto con il mondo dell'infanzia e dell'adolescenza attraverso molteplici interventi nelle scuole romane di ogni ordine e grado, trovando sempre il modo di osservare i materiali prodotti dai bambini, invitando i docenti a riflettere sui significati espliciti o nascosti e soprattutto a prendere sul "serio" il mondo simbolico del bambino, a farlo emergere e rispettarlo, misurandosi con le differenze che abitano le nostre diverse identità e culture. A questo scopo, nel 1991, pubblica un volumetto La festa e il bambino, Roma, Nuova Eri, che è il risultato di un'inchiesta sul campo conclusasi in una serie di trasmissioni per la televisione italiana dal titolo L'età sospesa.

## Gli ultimi anni

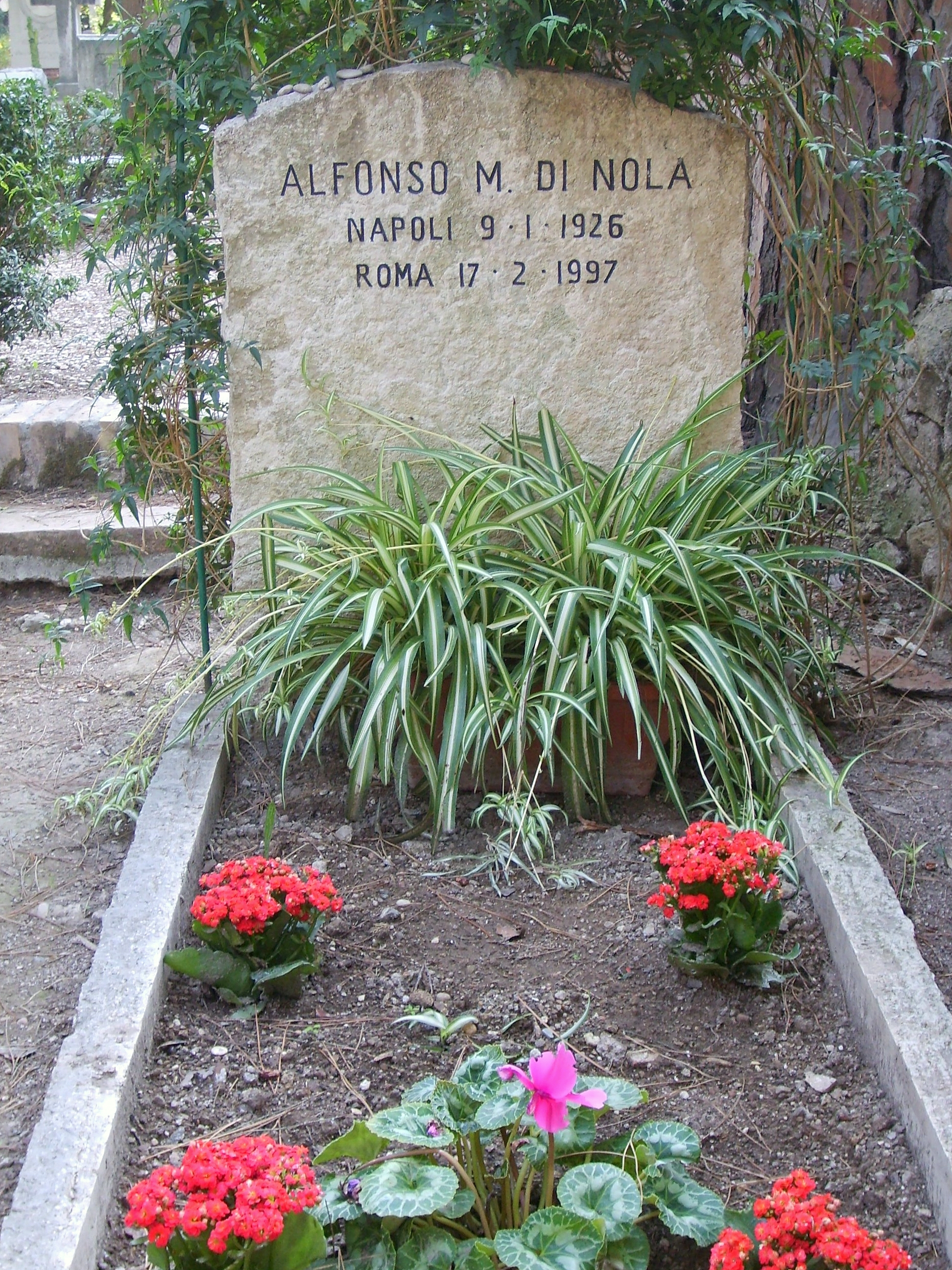
Tomba, Cimitero acattolico di Roma

Nel 1995, ormai quasi del tutto privo di vista, pubblica, in due volumi, i risultati di una ricerca sul campo, portata avanti per più di dieci anni, iniziata in Abruzzo e Molise, lungo le sponde del fiume Trigno, ed estesa poi a livello europeo: La morte trionfata. Antropologia del lutto e La nera signora. Antropologia della morte (Roma, Newton Compton). Con il titolo del libro, La morte trionfata, l'autore vuole mettere in risalto il significato positivo e vitale del lutto come sistema rituale e tradizionale, comune a tutte le culture, attraverso cui l'uomo ha sempre trovato una risposta al disorientamento derivante dalla perdita della persona cara, consentendogli di superare il trauma della morte.
Nel secondo volume, La nera signora, affronta il problema delle rappresentazioni e ideologie della morte ripercorrendo la grande varietà delle esperienze umane che, «respingendo le consuetudini laiche del morire, affidano la sorte finale al gioco delle speranza e riscattano il gruppo dal coinvolgimento in esso». L'uomo nel suo vissuto quotidiano vive, come se non dovesse mai morire, in una negazione della realtà, una realtà disturbante ed inevitabile a cui, la morte drammatica ed improvvisa dell'altro, ogni volta ci richiama provocando, in noi e nel gruppo cui il morto appartiene, un trauma di angoscia, di smarrimento e di perdita della propria sicurezza storica. Tutte le culture, in diverse modalità, hanno creato dei meccanismi di difesa o sistemi ideologici miranti ad attenuare e risolvere tali situazioni conturbanti sostituendo alla realtà fisiologica della morte la diversa realtà culturale della possibilità di un'altra vita proiettata nella sfera dell'immaginario e dell'ideologico.

## Opere
- Autunno del mondo, Parma: Guanda, 1951
- Cristo in tuta, Parma: Guanda, 1954
- La visione magica del mondo: saggio di filosofia della religiosità, Parma: Guanda, 1954
- La preghiera dell'uomo: antologia delle preghiere di tutti i tempi e di tutti i popoli (a cura di), Parma: Guanda, 1957 e 1963
- Evangelo arabo dell'infanzia (a cura di), Parma: Guanda, 1963
- Evangelo apocrifo della natività (a cura di), Parma: Guanda, 1963; poi unito al precedente
- Giovanni di Hildesheim, La storia dei Re Magi (a cura di), Firenze: Vallecchi, 1966; poi Roma: Newton Compton, 1980
- Canti erotici primitivi (a cura di), Parma: Guanda, 1964; poi Milano: Garzanti, 1971
- Parole segrete di Gesù (a cura di), Torino: Boringhieri, 1964
- Antisemitismo in Italia: 1962-1972, Firenze: Vallecchi, 1973
- Dal Nilo all'Eufrate: letture dell'Egitto, dell'Assiria e di Babilonia (a cura di), Novara: Edipem, 1974
- Antropologia religiosa: introduzione al problema e campioni di ricerca, Firenze: Vallecchi, 1974; poi Roma: Newton Compton, 1984
- Enciclopedia delle religioni, voll. 6, Firenze: Vallecchi, 1970-1976
- Gli aspetti magico-religiosi di una cultura subalterna italiana, Torino: Boringhieri, 1976,
- Apocalissi apocrife (a cura di), Parma: Guanda, 1978; poi Milano: TEA, 1993
- Inchiesta sul diavolo, Roma-Bari: Laterza, 1979
- Vangeli apocrifi: la natività e l'infanzia (a cura di), con un'intervista di Michele L. Straniero, Roma: Lato Side, 1979; poi Parma: Guanda, 1993
- Gesù segreto: ascesi e rivoluzione sessuale nel Cristianesimo nascente, Roma: Lato Side, 1980; poi Roma: Newton Compton, 1989
- Prefazione a Antonio Campobasso, Nero di Puglia, Milano: Feltrinelli, 1980
- Introduzione a J.A.S. Collin de Plancy, Dizionario critico delle reliquie e delle immagini miracolose, Roma: Newton Compton, 1982
- L'arco di rovo: impotenza e aggressività in due rituali del sud Torino: Boringhieri, 1983)
- Cabbala e mistica giudaica, con prefazione di Elio Toaff e appendice di Riccardo Di Segni, Roma: Carucci, 1984
- Il diavolo: le forme, la storia, le vicende di Satana e la sua universale e malefica presenza presso tutti i popoli, dall'antichità ai nostri giorni, Roma: Newton Compton, 1987 e 2006
- L'Islam. Storia e segreti di una civiltà, Roma: Newton Compton, 1989 e 2001
- Prefazione a Donatella Di Meglio, L'invisibile confine. Ermafroditismo e omosessualità, Roma: Melusina, 1990
- La festa e il bambino, Torino: ERI edizioni RAI, 1991
- I riti del corpo: la vita, la morte e il sesso nelle culture antiche, Milano: Riza scienze, 1993
- Lo specchio e l'olio: le superstizioni degli italiani, Roma-Bari: Laterza, 1993 e 2006
- La morte trionfata: antropologia del lutto, Roma: Newton Compton, 1995)
- La nera signora: antropologia della morte, Roma: Newton Compton, 1995; poi riuniti nel 2003.
- Ebraismo e giudaismo, Roma: Editori Riuniti, 1996
- Maometto, Roma: Newton Compton, 1996 e 2001
- Campania Felix, Roma: Editalia, 1997
- Attraverso la storia delle religioni (1997), poi Roma: Di Renzo, 2007
- Introduzione a James George Frazer, Il ramo d'oro, Roma: Newton Compton, 1999
- Antropologia e storia delle religioni: saggi in onore di Alfonso Maria Di Nola, a cura di Angelomichele De Spirito e Ireneo Bellotta, Roma: Newton Compton, 2000
- Introduzione a Erberto Petoia, Vampiri e lupi mannari, Roma: Newton Compton, 1991

## Riconoscimenti
Al nome di Di Nola sono intitolate diverse associazioni culturali, istituzioni e concorsi, fra cui: Il Centro studi tradizionali popolari "Alfonso Di Nola" (Cocullo), il Centro Studi Tradizioni Popolari "Alfonso M. Di Nola" di Sant'Andrea di Conza (AV), il Museo di Pulcinella di Acerra sezione "Alfonso Di Nola", il Centro Alfonso Maria Di Nola di Ferentino, il Centro di cultura e storia di Gragnano e Monti Lattari "Alfonso Maria Di Nola", il Concorso letterario 2001 per un saggio scientifico sui fenomeni paranormali.